# فصلنامه مدیریت پرستاری
فصلنامه مدیریت پرستاری (به انگلیسی: Quarterly Journal of Nursing Management (QJNM)) نام یک مجله علمی پژوهشی در زمینه مدیریت پرستاری و با صاحب امتیازی سازمان نظام پرستاری کشور www.ino.ir می‌باشد که با همکاری دانشگاه منتشر می‌گردد.
این نشریه در زمینه بررسی و پژوهش در موضوعاتی همچون مدیریت و رهبری در پرستاری، مفاهیم سازماندهی، برنامه‌ریزی عملیاتی، ارتباطات، نظارت بالینی، ارزشیابی عملکردی پرستاران و مدیران، اخلاق در مدیریت‌های پرستاری، مقررات و قوانین حرفه‌ای فعالیت می‌نماید
مقالات این مجله در سایت‌های Magiran و Iranmedex نمایه می‌شود و این نشریه در یکصد و دهمین جلسه کمیسیون نشریات علوم پزشکی کشور موفق به اخذ رتبه علمی پژوهشی گردید.